# Gisela Fiori
Gisela Fiori (* 3. November 1940 in Landshut; † 20. Juli 2011 ebenda) war eine deutsche Theater- und Filmschauspielerin und Tanzlehrerin.

## Leben
Fiori absolvierte eine Ausbildung als Tanzpädagogin, unter anderem bei Rosalia Chladek, einer Schülerin von Mary Wigman, in Wien. 1972 trat sie als Tanzlehrerin in die von ihrer Mutter geführte Tanzschule Petershansl ein. Seit dem Tod ihrer Mutter Bertha Trinkler-Petershansl, der Tochter des Gründers der Schule Otto Peterhansl und Schülerin von Mary Wigman, war Gisela Fiori Besitzerin und Leiterin der Tanzschule Peterhansl in Landshut.
In den 1980er Jahren gründete sie eine eigene Theatergruppe namens Comoedi-Spiel, die aus Laiendarstellern bestand und hauptsächlich im Raum Landshut spielte. Ende der 1980er Jahre organisierte Fiori ein auf der Ringelstecherwiese in Landshut stattfindendes  Zelttheaterfestival, in dessen Rahmen freie Theatergruppen aus ganz Europa auftraten.
Seit Ende der 1980er Jahre widmete sich Fiori verstärkt dem Fernsehen und dem Theater. Fiori wirkte als Fernsehschauspielerin in verschiedenen durchgehenden und wiederkehrenden Serienrollen und in Episodenrollen mit. Mehrfach war sie in Produktionen des Bayerischen Rundfunks unter der Regie von Franz Xaver Bogner zu sehen, unter anderem in den Serien Zur Freiheit und Café Meineid. Die Rolle der Bedienung Berta in der Kultserie Zur Freiheit hatte Bogner extra für sie geschrieben. Unter Bogners Regie spielte sie 2008 in der Serie Der Kaiser von Schexing die Rolle der Schexinger Bürgerin Erna Massinger, die vom Bürgermeister mit der Bürgermedaille der Stadt ausgezeichnet wird.
Neben ihrer Mitwirkung in Fernsehserien beim Bayerischen Rundfunk trat Fiori auch in Fernsehinszenierungen von Theaterstücken in Erscheinung. So spielte sie 1973 unter der Regie von Kurt Wilhelm an der Seite von Hans Baur und Luise Deschauer die Rolle der Köchin Babett in dem Einakter Gelähmte Schwingen von Ludwig Thoma. Die Aufzeichnungen wurden mehrfach im Fernsehen ausgestrahlt und wiederholt.
Fiori trat als Theaterschauspielerin unter anderem in München auf. Drei Spielzeiten war sie, unter der Intendanz von Ruth Drexel, am Münchner Volkstheater engagiert.
Fiori war als Regisseurin auch bei einigen Theateraufführungen im Raum Niederbayern beteiligt. Am Theater Nikola in Landshut inszenierte sie 2009 das Theaterstück Späte Gegend von Lida Winiewicz.
Fiori verstarb im Alter von 70 Jahren in ihrer Wohnung über der Tanzschule, in der sie bis zuletzt aktiv tätig war.

## Filmografie
- 1973: Erster Klasse/Gelähmte Schwingen (Einakter von Ludwig Thoma)
- 1987: Hans im Glück (2 Folgen) als Frau Schmalzinger
- 1987: Zur Freiheit (4 Folgen) als Bedienung Bertha Brandmeier
- 1993: Forsthaus Falkenau (2 Folgen) als Hausmädchen Anna
- 1999: Café Meineid (1 Folge) als Anna Marthaler
- 2003: Großglocknerliebe als Chefin von Johanna
- 2008: Der Kaiser von Schexing (1 Folge) als Erna Massinger